# Gyesan-dong
Gyesan-dong (koreanska: 계산동) är en stadsdel i stadsdistriktet Gyeyang-gu  i staden Incheon i Sydkorea.  Den ligger 23 km väster om huvudstaden Seoul.

## Indelning
Administrativt är Gyesan-dong indelat i:
| Namn    | Namn               | Yta km² | Invånare 31 dec 2020 |
| ------- | ------------------ | ------- | -------------------- |
| 계산1동 | Gyesan 1(il)-dong  | 1,42    | 20 290               |
| 계산2동 | Gyesan 2(i)-dong   | 1,61    | 16 604               |
| 계산3동 | Gyesan 3(sam)-dong | 0,50    | 20 008               |
| 계산4동 | Gyesan 4(sa)-dong  | 0,90    | 23 793               |